# Janez Stanovnik
Janez Stanovnik (ur. 4 sierpnia 1922 w Lublanie, zm. 31 stycznia 2020) – słoweński i jugosłowiański polityk, prawnik i ekonomista, prezydent Słowenii, wieloletni urzędnik ONZ.

## Życiorys
W trakcie II wojny światowej był członkiem słoweńskiego antyfaszystowskiego ruchu oporu.
W 1949 roku ukończył prawo na Uniwersytecie w Belgradzie. W latach 1952–1956 był doradcą ekonomicznym stałego przedstawicielstwa Jugosławii przy Organizacji Narodów Zjednoczonych. Od 1955 do 1962 kierował Instytutem Polityki Międzynarodowej i Gospodarki w Belgradzie, a od 1962 do 1965 wykładał na Wydziale Ekonomicznym Uniwersytetu Lublańskiego. W 1982 roku wydał pracę naukową Međunarodni gospodarski sistem: od dominacije k enakopravnosti.
W latach 1967–1968 zasiadał w Federalnej Radzie Wykonawczej SFR Jugosławii. W latach 1968–1983 był sekretarzem wykonawczym Europejskiej Komisji Gospodarczej ONZ. W latach 1972–1982 był podsekretarzem generalnym ONZ. W latach 1988–1990 sprawował funkcję prezydenta Socjalistycznej Republiki Słowenii jako przewodniczący jej prezydencji. Wcześniej w latach 1984–1988 był jej członkiem.